# Max Rüegger
Max Rüegger (* 1942 in St. Gallen) ist ein Schweizer Ingenieur der Nachrichtentechnik, Sachbuchautor und seit mehr als sechzig Jahren Funkamateur. Darüber hinaus ist er Veteran der Schweizer Armee und einer der wenigen noch lebenden Menschen, die eine «Enigma»-Chiffriermaschine im Militäreinsatz bedient haben.

## Leben
Max Rüegger ist seit seinem 20. Lebensjahr Inhaber einer Schweizer Kurzwellen-Lizenz. Sein Amateurfunkrufzeichen lautet HB9ACC. Als Ingenieur der Fernmeldetechnik befasst er sich besonders intensiv mit der Antennentechnik. Er hält Vorträge über dieses Thema und schreibt Veröffentlichungen dazu. Bekannt ist sein Praxisbuch Antennenbau, das im Jahr 2022 in bereits 5. Auflage erschien:
- 1. Auflage 2007[3]
- 2. Auflage 2011[4]
- 3. Auflage 2014[5]
- 4. Auflage 2018[6]
- 5. Auflage 2022

Neben Rothammels Antennenbuch, das viele Jahre von Alois Krischke weitergeführt wurde, und dem Amateurfunk-Lehrgang von Eckart Moltrecht zählt sein Praxisbuch zu den gebräuchlichen Hilfsmitteln bei der Aus- und Weiterbildung von deutschsprachigen Funkamateuren. Dabei vermittelt der Autor seine Erfahrungen, die er nicht nur als Funkamateur, sondern auch als Militär-Funker der Schweizer Armee im praktischen Einsatz gewinnen konnte.

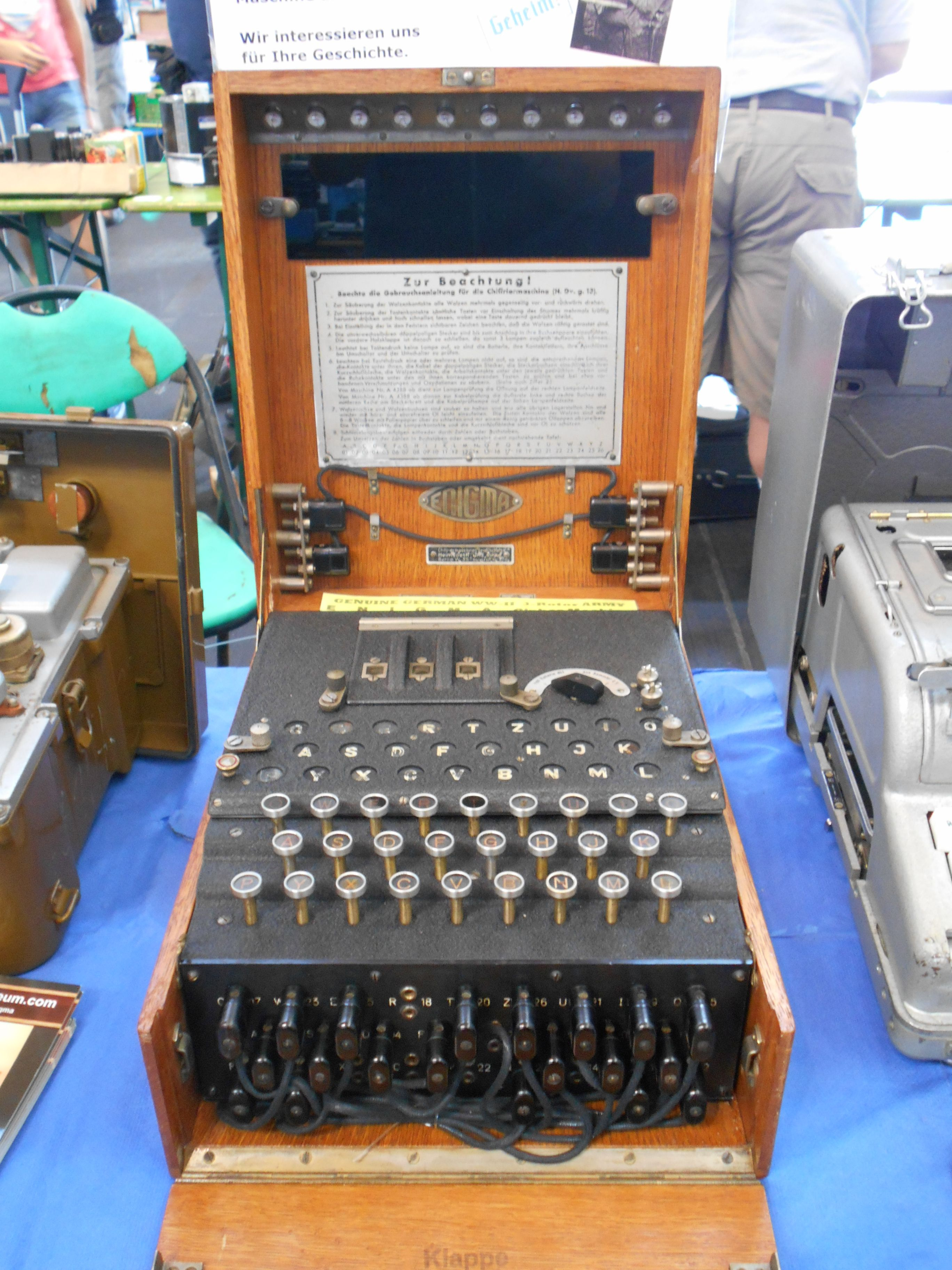
Rotor-Chiffriermaschine Enigma I auf der Ham Radio (2016)

Bei seinem Besuch im Jahr 2016 auf der Ham Radio, einer jährlich in Friedrichshafen stattfindenden internationalen Messe für Amateurfunk, traf er den Autor und Kryptographie-Experten Klaus Schmeh. Auf die dort ausgestellte originale Enigma I (Bild) deutend (siehe auch: Bericht von Klaus Schmeh unter Weblinks), sagte er ihm: «Ich habe einmal als Bediener einer solchen Maschine gearbeitet.»
Anschließend erzählte er über seine Zeit als Enigma-Bediener in Korea. Nach dem Koreakrieg (1950–1953) war der junge Rüegger in den 1960er-Jahren dort als Funker und Chiffrierer der Schweizer Armee stationiert. Und die Schweizer setzten dort die speziell für die Schweiz modifizierte Enigma‑K ein. Dies geschah vermutlich, um ihre eigene, modernere Schlüsselmaschine «Nema» so nah an der Front nicht der Gefahr auszusetzen, in feindliche Hände zu fallen.
Dies führte zu der erstaunlichen Tatsache einer militärischen Verwendung der alten deutschen Schlüsselmaschine aus dem Zweiten Weltkrieg rund zwanzig Jahre nach dessen Ende. Mehr hierzu hat er in einem frei verfügbaren Bericht zusammengefasst (siehe auch Erinnerungen unter seinen Schriften).
Max Rüegger lebt in der Zentralschweiz im Kanton Zug.

## Schriften (Auswahl)
- Erinnerungen eines Korea-Funkers – Die Arbeit mit der Chiffriermaschine ENIGMA. (PDF; 993 kB) In: Klausis Krypto Kolumne. August 2016.
- Erinnerungen eines Koreafunkers. (PDF; 12,6 MB) In: HB9FEE. November 2000.
- Rund um die Antenne. In: DARC. 2007.
- Praxisbuch Antennenbau – Antennentechnik leicht verständlich. (PDF; 754 KB) 5. Auflage. In: HB9FEE. 2022 (Inhaltsverzeichnis).